# محاكمة حسني مبارك
محاكمة حسني مبارك المقصود بها هي محاكمة الرئيس المصري السابق حسني مبارك من قبل محكمة الجنايات في مصر بتهم انتهاك حقوق الإنسان الموجهة إليه وقتل المتظاهرين خلال أحداث ثورة 25 يناير في مصر. وقد نفى مبارك جميع التهام الموجهة له، حكم عليه بالسجن المؤبد في 2 يونيو 2012، تم الطعن في الحكم واعاده المحاكمة وفي يوم 29 نوفمبر 2014 تم الحكم على مبارك بالبراءة.

## أسباب المحاكمة
قامت ثورة شعبية سلمية انطلقت يوم الثلاثاء 25 يناير 2011 الموافق 21 صفر 1432 هـ. يوم 25 يناير الذي اختير ليوافق عيد الشرطة حددته عدة جهات من المعارضة المصرية والمستقلين، من بينهم حركة شباب 6 أبريل وحركة كفاية وكذلك مجموعات الشبان عبر موقع التواصل الاجتماعي فيس بوك والتي من أشهرها مجموعة كلنا خالد سعيد وشبكة رصد الإخبارية وشبان الإخوان المسلمين. وقد اسفرت أحداث الثورة عن ارتكاب مجازر بحق المتظاهرين وصل عد القتلى بالثورة إلى 840 قتيل و6467 مصاب.
ومنذ تولي المجلس الأعلى للقوات المسلحة إدارة شئون البلاد، تواصلت الدعوات الشعبية لمحاكمة مبارك عن الجرائم التي ارتكبت خلال الثورة وخصوصاً قتل الشهداء، واستمر هذا الضغط الشعبي إلي أن أعلن في 11 أبريل 2011 عن بدء النيابة العامة التحقيق مع حسني مبارك ونجليه علاء وجمال بتهم تتعلق بالإضرار بالمال العام وقتل المتظاهرين. وفي 2 يونيو 2011 تم الإعلان عن بدء أولى جلسات المحاكمة في 3 أغسطس 2011. وتم تحويل العديد من المسؤولين السابقين للمحاكمة بتهم استغلال نفوذ سياسي والتربح ونهب وسرقات وكذلك قضايا قتل المتظاهرين في أحداث ثورة 25 يناير ومن أهم وأشهر القضايا هي قضية تحويل الرئيس السابق محمد حسني مبارك ونجليه ووزير داخليته حبيب العادلي للمحاكمة وحكم على مبارك ووزير داخليته بالسجن المؤبد.

## تسلسل الأحداث
- في 3 أغسطس 2011 مثل مبارك في جلسة محاكمته الأولى أمام محكمة مدنية، في سابقة هي الأولى من نوعها في العالم العربي أن يمثل رئيس سابق أمام محكمة غير استثنائية، وقد مثل معه في القفص أيضا نجلاه علاء وجمال ووزير الداخلية الأسبق حبيب العادلي وستة من مساعدي الوزير، وقد قرر القاضي المستشار أحمد رفعت تأجيل قضية مبارك ونجليه إلى يوم 15 أغسطس 2011 لفض أحراز القضية.[5]
- وفي يوم 15 أغسطس 2011 انعقدت جلسة المحكمة مجددا وقد قرر القاضي المستشار أحمد رفعت ضم قضية مبارك إلى قضية حبيب العادلي وقرر أيضا وقف البث التليفزيوني لوقائع المحاكمة حرصاً على الصالح العام.[6]
- كانت الجلسة الثالثة لمحاكمة مبارك في 5 سبتمبر 2011 واستغرقت ما يقرب من 10 ساعات حيث استمعت المحكمة لشهادة أربعة من شهود الإثبات، وتم تأجيل القضية إلي جلسة 7 سبتمبر 2011.[7]
- وفي الجلسة الرابعة في 7 سبتمبر 2011 استمر القاضي في الاستماع للشهود حيث استمع لشهادة ثلاثة آخرين من شهود الإثبات، ثم تم تأجيل المحاكمة لجلسة 8 سبتمبر 2011.[8] كما أمرت المحكمة باستدعاء كل من المشير حسين طنطاوي يوم الأحد 11 سبتمبر 2011 والفريق سامي عنان يوم الاثنين 12 سبتمبر واللواء عمر سليمان يوم الثلاثاء 13 سبتمبر واللواء منصور العيسوي يوم الأربعاء 14 سبتمبر واللواء محمود وجدي يوم الخميس 15 سبتمبر للاستماع إلى شهاداتهم بخصوص القضية في جلسات سرية.[9]
- وفي الجلسة الخامسة في 8 سبتمبر 2011 استمر القاضي في الاستماع لشهادات الشهود حيث استمع لشهادة الشاهدين الثامن والتاسع، ثم تم تأجيل القضية لجلسة 11 سبتمبر 2011.[10]
- وفي الجلسة السادسة في 11 سبتمبر 2011 والتي كان من المقرر الاستماع فيها إلى شهادة المشير حسين طنطاوي، أعلن القاضي أحمد رفعت تأجيل سماع شهادة المشير طنطاوي إلي جلسة 24 سبتمبر 2011 لظروف أمنية، كما تم تأجيل سماع شهادة الفريق سامي عنان إلي يوم 25 سبتمبر 2011 لنفس السبب.[11]
- وفي الجلسة السابعة في 13 سبتمبر 2011 أدلى اللواء عمر سليمان النائب السابق للرئيس حسني مبارك بشهادته أمام المحكمة.[12]
- وفي الجلسة الثامنة في 14 سبتمبر 2011 استمعت المحكمة لشهادة وزير الداخلية في ذلك الوقت اللواء منصور العيسوي.[13]
- وفي الجلسة التاسعة في 15 سبتمبر 2011 حضر وزير الداخلية السابق اللواء محمود وجدي للإدلاء بشهادته أمام المحكمة، ثم تم تأجيل القضية إلي جلسة 18 سبتمبر 2011 للإطلاع على الأحراز واللقطات المسجلة.[14][15]
- وفي الجلسة العاشرة في 18 سبتمبر 2011 قامت هيئة المحكمة بفض الأحراز ومشاهدة لقطات الفيديو المسجلة لقتل المتظاهرين والتي تعتبر من ضمن أدلة الإدانة.[16]
- وفي الجلسة الحادية عشرة في 24 سبتمبر 2011 حضر المشير حسين طنطاوي إلي قاعة المحكمة للإدلاء بشهادته في القضية حول اتهام الرئيس السابق حسني مبارك بإصداره أمراً بإطلاق النار علي المتظاهرين.[17]
- أقام عدد من المحامين المدعين بالحق المدني دعوي قضائية لرد القاضي أحمد رفعت قالوا فيها إن رئيس المحكمة أخل بحق محامي الشهداء في مناقشة المشير حسين طنطاوي أثناء الإدلاء بشهادته، كما تعدي الحرس الشخصي للمشير علي أحد محامي الدفاع، وان القاضي عمل مستشاراً للرئيس السابق حسني مبارك، وأنه أبدي رأياً مسبقاً في القضية.[18] وقد تم تعليق جلسات المحاكمة بدءاً من 24 سبتمبر 2011 وحتى النظر في دعوى الرد.[19] وعقدت أولى جلسات طلب الرد في 27 سبتمبر 2011.[20] وبعد عدة جلسات ونقل المحاكمة لدائرة أخرى.[21] قضت محكمة الاستئناف في النهاية برفض هذه الدعوى في 7 ديسمبر 2011 بسبب انتفاء أسباب الرد في نظر المحكمة.[22]
- واستؤنفت جلسات المحاكمة في 28 ديسمبر 2011 بالجلسة الثانية عشرة حيث قررت المحكمة التأجيل إلي جلسة 2 يناير 2012 وكلفت النيابة العامة بمخاطبة اتحاد الإذاعة والتلفزيون، لإرسال فنيين لمعرفة إمكانية مسح تسجيلات شرائط الفيديو (الأحراز) من عدمه، وتقديم الكشوف النهائية للمصابين والضحايا في ثورة 25 يناير.[23]
- وفي الجلسة الثالثة عشرة في 2 يناير 2012 أصر محامي حبيب العادلي على شهادة الفريق سامي عنان رئيس الأركان ونائب رئيس المجلس الأعلى للقوات المسلحة، كما استمع القاضي إلي طلبات محامي الدفاع والمدعين بالحق المدني وأقوال النيابة العامة بشأن استعادة الشرائط التالفة من اتحاد الإذاعة والتليفزيون، وقرر القاضي تأجيل المحاكمة إلي جلسات أيام 3 و4 و5 يناير 2012.[24]
- وفي الجلسة الرابعة عشرة في 3 يناير 2012 استمعت المحكمة إلى مرافعة النيابة العامة وقرار إحالة المتهمين إلى المحكمة وتفاصيل الاتهام، ثم قام القاضي برفع الجلسة إلى اليوم التالي.[25]
- وفي الجلسة الخامسة عشرة في 4 يناير 2012 استمرت النيابة في مرافعتها حيث عرضت لقطات مصورة تصور عنف الشرطة تجاه المتظاهرين السلميين كما تصور مشاهد قتل بعض المتظاهرين.[26]
- وفي الجلسة السادسة عشرة في 5 يناير 2012 أنهت النيابة مرافعتها في القضية وطالبت المحكمة بتوقيع أقصى العقوبة علي المتهمين بقتل المتظاهرين، ثم أجل القاضي القضية إلى جلسات 9 و10 يناير 2012.[27]
- وفي الجلسة السابعة عشرة في 9 يناير 2012 بدأت المحكمة في الاستماع إلي مرافعة المدعين بالحق المدني في القضية، ثم أجل القاضي المحكمة إلى جلسة اليوم التالي لاستكمال باقي المرافعات.[28]
- وفي الجلسة الثامنة عشرة في 10 يناير 2012 أنهت المحكمة الاستماع لمرافعات المدعين بالحق المدني، وحددت شهراً كاملاً للاستماع إلي مرافعات دفاع المتهمين بداية من 17 يناير 2012.[29]
- وفي الجلسات التاسعة عشرة والعشرين والواحدة والعشرين في 17 يناير و18 يناير و19 يناير 2012 بدأت المحكمة في الاستماع إلى مرافعة محامي الدفاع عن مبارك فريد الديب.[30][31]
- وفي الجلسة الثانية والعشرين في 21 يناير 2012 استمرت المحكمة في الاستماع إلي مرافعة محامي الدفاع عن مبارك في تهمة الاستيلاء علي المال العام وتصدير الغاز الطبيعي لإسرائيل بأسعار زهيدة مما يضر بالاقتصاد المصري.[32]
- وفي الجلسة الثالثة والعشرين في 22 يناير 2012 أنهي محامي الدفاع مرافعته عن مبارك ونجليه دافعاً بعد اختصاص محكمة الجنايات بمحاكمة مبارك طبقاً لدستور 1971 نظراً لأنه ما يزال رئيساً للجمهورية.[33]
- وفي الجلستين الرابعة والعشرين والخامسة والعشرين في 23 يناير و24 يناير 2012 بدأت المحكمة في الاستماع لمرافعة محامي الدفاع عن وزير الداخلية الأسبق حبيب العادلي.[34][35]
- وفي الجلستين السادسة والعشرين والسابعة والعشرين في 26 يناير و28 يناير 2012 استمر محامي الدفاع عن حبيب العادلي في مرافعته، حيث دفع بتزوير فيديوهات تصور اعتداءات قوات الأمن المركزي علي المتظاهرين كما اتهم أمن الجامعة الأمريكية بإطلاق النار علي المتظاهرين.[36][37]
- وفي الجلسة الثامنة والعشرين في 29 يناير 2012 اتهم دفاع حبيب العادلي لجنة تقصي الحقائق المتعلقة بأحداث ثورة 25 يناير بالتحامل ضد الشرطة وعدم الحيادية ونشر معلومات مغلوطة.[38]
- وفي الجلسة التاسعة والعشرين في 30 يناير 2012 أنهى محامي الدفاع عن حبيب العادلي مرافعته مطالباً ببراءة موكله من كل التهم المنسوبة إليه.[39]
- وفي الجلسة الثلاثين في 31 يناير 2012 بدأ محامي الدفاع عن اللواء أحمد رمزي القائد السابق لقوات الأمن المركزي إبان ثورة 25 يناير.[40]
- وفي الجلستين الواحدة والثلاثين والثانية والثلاثين في 1 فبراير و2 فبراير 2012 استمرت المحكمة في الاستماع إلي مرافعة محامي الدفاع عن المتهم السادس اللواء أحمد رمزي.[41][42]
- وفي الجلسة الثالثة والثلاثين في 5 فبراير 2012 اختتم الدفاع عن المتهم السادس اللواء أحمد رمزي مرافعته، وتم تأجيل القضية لليوم التالي للاستماع لمرافعة المتهم السابع اللواء عدلي فايد.[43]
- وفي الجلستين الرابعة والثلاثين والخامسة والثلاثين في 6 فبراير و7 فبراير 2012 قام محامي الدفاع عن المتهم السابع اللواء عدلي فايد مدير قطاع الأمن العام السابق بعرض مرافعته.[44]
- وفي الجلستين السادسة والثلاثين والسابعة والثلاثين في 8 فبراير و9 فبراير 2012 استمعت المحكمة لدفاع المتهم الثامن اللواء حسن عبد الرحمن الرئيس السابق لجهاز مباحث أمن الدولة حيث طالب الدفاع ببراءته من كل الاتهامات.[45]
- وفي الجلسة الثامنة والثلاثين في 11 فبراير 2012 أنهي الدفاع عن المتهم الثامن اللواء حسن عبد الرحمن مرافعته مطالباً ببراءته من التهم المنسوبة إليه.[46]
- وفي الجلسة التاسعة والثلاثين في 12 فبراير 2012 بدأ الدفاع عن المتهم التاسع اللواء إسماعيل الشاعر مدير أمن القاهرة الأسبق في سرد مرافعته أمام المحكمة حيث دفع ببراءة موكله واتهم حركة 6 أبريل بتبييت النية لمهاجمة رجال الشرطة إبان أحداث الثورة.[47]
- وفي الجلسة الأربعين في 13 فبراير 2012 استمر دفاع اللواء إسماعيل الشاعر في عرض مرافعته حيث اتهم عناصر خارجية وداخلية بقتل المتظاهرين.[48]
- وفي الجلسة الواحدة والأربعين في 14 فبراير 2012 أنهي الدفاع عن اللواء إسماعيل الشاعر مرافعته مطالباً بالبراءة لموكله من كل التهم المنسوبة إليه.[49]
- وفي الجلسة الثانية والأربعين في 15 فبراير 2012 قدم محامي الدفاع عن المتهم العاشر اللواء أسامة المراسي مدير أمن الجيزة السابق مرافعته أمام المحكمة.[50]
- وفي الجلسة الثالثة والأربعين في 16 فبراير 2012 استمعت المحكمة لدفاع المتهم الحادي عشر والأخير اللواء عمر الفرماوي مدير أمن 6 أكتوبر السابق والذي دفع ببراءة موكله، وتم تحديد جلسة 20 فبراير 2012 لسماع تعقيب النيابة والمدعين بالحق المدني علي مرافعات الدفاع ثم جلسة 22 فبراير 2012 لسماع التعقيب الأخير لدفاع المتهمين.[51]
- وفي الجلسة الرابعة والأربعين في 20 فبراير 2012 استمعت المحكمة لتعقيب النيابة العامة والمدعين بالحق المدني.[52]
- وفي الجلسة الخامسة والأربعين في 22 فبراير 2012 استمعت المحكمة لتعقيب الدفاع عن المتهمين ثم حددت جلسة للنطق بالحكم وأجازت نقلها علي الهواء مباشرة.[53]
- وفي الجلسة السادسة والأربعين في 2 يونيو 2012 أصدر القاضي أحمد رفعت الحكم على مبارك والعادلى بالسجن المؤبد وبراءة مساعدي وزير الداخلية في قضية قتل المتظاهرين وبراءة مبارك من تهمة الفساد المالى وبراءة نجليه علاء مبارك وجمال مبارك من التهم المنسوبة اليهما.[54]

وفي الثالث عشر من كانون الثاني من عام ثلاثة عشر والفين للميلاد أصدرت محكمة النقض قرارها بقبول الطعن المقدم من الأطراف المختلفة في القضية واعادة محاكمة جميع المتهمين.

## ردود الفعل العربية والعالمية
- حظيت بداية المحاكمة باهتمام إعلامي عربي وعالمي كبير، وخصوصاً بعد الجلسة الأولى وظهور مبارك في قفص الاتهام على شاشات التليفزيون.
- رحبت بريطانيا بمحاكمة مبارك بوصفها وسيلة لتحديد المسئولين عن قتل المتظاهرين.
- طالبت منظمة العفو الدولية بأن تكون محاكمة مبارك نزيهة شفافة.
- نفى أحمد القطان سفير السعودية بالقاهرة انزعاج الرياض من محاكمة الرئيس السابق، موضحا أن علاقة السعودية انتهت بمبارك منذ يوم 11 فبراير وبدأت علاقة جديدة مع المجلس العسكري والحكومة المصرية الجديدة.[55]
- خرجت العديد من المظاهرات المؤيدة لمحاكمة مبارك في مدينة البيضاء الليبية، في فرحة كبيرة.[56]